# Oxytropis gloriosa
Oxytropis gloriosa är en ärtväxtart som beskrevs av Syed Irtifaq Ali. Oxytropis gloriosa ingår i släktet klovedlar, och familjen ärtväxter. Inga underarter finns listade i Catalogue of Life.